# Panchsheel Nagar (dystrykt)
Hapur (dystrykt) (formalnie Panchsheel Nagar) – dystrykt w stanie Uttar Pradesh w Indiach.
Utworzony w dniu 28 września 2011 roku, zaś w 2012 roku zmieniono nazwę na Hapur. Dystrykt należy do Dywizji Meerut.